# Умеренность
Умеренность — добродетель, выражающаяся в самоограничении для достижения нравственной цели. Входит в число четырёх кардинальных добродетелей.

## В буддизме
Воздержание является неотъемлемой частью Восьмеричного Пути. Третья и пятая из пяти заповедей (pañca-sila) отражают ценность умеренности: «недостойного поведения в отношении чувственных удовольствий» и пьянства которого следует избегать.

## В индуизме
Понятие дама (санскрит: दम) в индуизме эквивалентно воздержанию. Иногда его пишут как дамах (санскрит: दमः) . Слово дама и производные этого слова на санскрите означают понятия самоконтроля и самоограничения. Брихадараньяка Упанишады, в стихе 5.2.3, утверждают, что три характеристики хорошего, развитого человека — это сдержанность (дама), милосердие и любовь ко всей разумной жизни (daya) и благотворительность (daana) . В литературе индуизма, посвящённой йоге, самоограничение излагается в концепции ямы (санскрит: यम). Согласно «ṣaṭsampad», самоограничение (дама) является одной из шести кардинальных добродетелей.
Список добродетелей, составляющих нравственную жизнь, рассматривается в Ведах и Упанишадах. Со временем были концептуализированы и добавлены новые добродетели, некоторые заменены, а другие объединены. Например, Ману-самхита изначально перечислял десять добродетелей, необходимых человеку для жизни дхармической (моральной) жизни:    Дхрити  (мужество),  Кшама  (прощение),  Дама  (умеренность),  Астея  (щедрость/неприятие воровства ),  Сауа  (чистота),  Индрийяни-граха  (контроль чувств),  дхи  (рефлексивное благоразумие),  видйя  (мудрость),  сатьям  (правдивость),  акродха  (свобода от гнева). В более поздних стихах этот список был сведен к пяти достоинствам тем же исследователем, путем объединения и создания более широкой концепции. Более короткий список добродетелей стал таким:  Ахимса  (ненасилие),  Дама  (умеренность),  Астея  (щедрость / Неприятие воровства),  Сауа  (чистота),  Сатьям  (правдивость) . Эта тенденция эволюционирующих концепций продолжается в классической санскритской литературе, Дама с  Ахимсой  и некоторыми другими добродетелями, присутствуют в эволюционирующем списке добродетелей, необходимых для нравственной жизни (дхармы).
Пять типов самоограничений считаются важными для нравственной и этической жизни в индуистской философии: нужно воздерживаться от любого насилия, которое причиняет вред другим, от начала или распространения обмана и лжи, воздерживаться от кражи чужого имущества, воздерживаться от сексуального насилия, от обмана своего партнёра и от скупости. Сфера самоограничения включает в себя собственные действия, слова, произносимые или написанные, а также проявленные на уровне мыслей. Необходимость самоограничения объясняется как предотвращение плохой кармы, которая рано или поздно принесёт возмездие. Теология также объясняет потребность в самоограничении разрушительным эффектом своего действия на других, так как, принося боль другому, мы приносим боль себе, потому что вся жизнь едина.

## В античности
В античности софросюне (умеренность) считалась одной из четырёх главных добродетелей (вместе с мудростью, мужеством, справедливостью) и определялась как способность разума отказываться от тех удовольствий, которые препятствуют достижению благой цели.
Платон считал, что умеренность состоит в применении «правильного» понятия о добре и зле к контролю собственного поведения. Умеренность государства по Платону аналогично подчиняет «ничтожные вожделения большинства» «разумным желаниям меньшинства».
Аристотель рассматривал умеренность как оптимальную середину между двумя пороками: бесчувственностью и распущенностью. По Аристотелю, умеренный человек не стремится к постыдным удовольствиям, не предавался удовольствиям в недолжное время и не страдал от отсутствия удовольствий.

## В христианстве
В христианской трактовке умеренность делает человека независимым от того, над чем он не властен и тем сохраняет мир души и чистоту сердца, без которых невозможно спасение. Умеренность и мужество обеспечивают господство духа над человеческой природой.
Как и философы античности, христиане считают, что умеренность приобретает ценность только тогда, когда оно направлено на этические цели. Аскетизм (как и мужество) религиозно ценен, если человек обуздывает себя и отрекается от материальных благ ради религиозных целей, он нравственно ценен, если человек своими телесными благами жертвует в пользу ближних или человек оберегает себя от искусов в качестве члена общества, которому обязан служить и быть не в тягость.

## В новое время
В новое время философы рассматривали умеренность как необходимое условие счастья, которое стало пониматься как благополучие. Спиноза не только проповедовал умеренность, но и сам являлся образцом воздержанности в обиходе. Он говорил, что «противно здравому смыслу облекать в дорогую оболочку ничтожную и бренную вещь» и сам одевался как можно проще.
По Канту, умеренность является обязанностью человека по отношению к самому себе, как живому существу, для сбережения физической и моральной природы человека.

### Международный год умеренности
По решению ООН 2019 год объявлен Международным годом умеренности «для укрепления влияния умеренных сил путём содействия развитию диалога, терпимости, взаимопонимания и сотрудничества».